# Скорняков, Виктор Николаевич
Виктор Николаевич Скорняков (9 ноября 1904 — 24 ноября 1966) — советский инженер, основатель и первый директор (1940-1964) Пензенского часового завода — одного из трёх крупнейших предприятий по производству часов в СССР.

## Биография
Родился 9 ноября 1904 года в Пензе.
Окончил техникум сельскохозяйственного машиностроения, в 1925 году был направлен на учебу в Московский механический институт.
В 1930 году, после окончания института был распределен на пензенский велозавод, где работал в должности цехового инженера, затем замначальника и начальника цеха, вскоре став начальником планово-производственного отдела.
В 1935 году Скорняков был назначен главным инженером и начальником технического бюро часового производства.
Прошёл обучение часовому делу во Франции и Швейцарии.
В 1940 году часовое производство под управлением Скорнякова было выделено в самостоятельное предприятие – 3-й государственный часовой завод. В.Н. Скорняков стал его первым директором.
В годы Великой Отечественной войны на базе завода и эвакуированного из Ленинграда завода имени М.Гельца был создан завод № 807, где был налажен выпуск продукции для фронта.
На посту директора часового завода Виктор Николаевич проработал до апреля 1964 года, после чего вышел на пенсию.
Умер 24 ноября 1966 года в Пензе.
Похоронен на Митрофановском кладбище г. Пензы.

## Награды
Награждён орденами Ленина, Трудового Красного Знамени и Красной Звезды.
Он стал первым почетным гражданином города Пензы в 1964 году.